# Península de Kerch
La península de Kerch (en ruso: Керченский полуостров, en ucraniano: Керченський півострів, Kertchens'kyï pivostriv ;  Kertchenski polouostrov ; en tártaro de Crimea, Keriç yarımadası) es un territorio que constituye la parte oriental de la península de Crimea. Está bañada por el mar de Azov al norte, el mar Negro al sur y el estrecho de Kerch al este.

## Descripción
La península de Kerch se prolonga a lo largo de 90 km de este a oeste. Su anchura es de 17 km al oeste, al nivel del istmo de Ak-Monay (también denominado istmo de Parpach), que la separa del resto de Crimea, pero puede llegar a los 50 km. Su superficie es de alrededor de 2700 a 3000 km². Está separada geográficamente de la península de Taman, por el estrecho de Kerch, sin embargo desde 2018 funciona un puente que conecta a ambas.

### División administrativa
En el plano administrativo la península esta de facto bajo dominio de Rusia, aunque es reconocida como parte de Ucrania. Tanto para Moscú como por Kiev la península está dividida entre el raión de Lenine y la municipalidad de Kerch, principal aglomeración de la península.